# Battalion 1944
Battalion 1944 là một game bắn súng góc nhìn thứ nhất nối mạng nhiều người chơi do hãng Square Enix phát hành cho Microsoft Windows, PlayStation 4 và Xbox One. Trò chơi đã được công bố thông qua một chiến dịch Kickstarter vào ngày 3 tháng 2 năm 2016. Trò chơi lấy bối cảnh Thế chiến II và chạy trên Unreal Engine 4. Game này là một trong những trò chơi đầu tiên từ studio Bulkhead Interactive, một studio bao gồm các nhà phát triển AAA trước đây. Chính Bulkhead Interactive là một nỗ lực hợp tác giữa các công ty Deco Digital và Bevel Studios, hãng từng phát hành trò Pneuma: Breath of Life cùng nhau. Chiến dịch gọi vốn cộng đồng của trò chơi đã được tài trợ thành công trong vòng ba ngày.

## Phát triển
Trong thông báo của Battalion 1944, các nhà phát triển tuyên bố rằng trò chơi sẽ có các máy chủ chuyên dụng trong khi sử dụng các biện pháp chống gian lận nhất định. Phần trực tuyến của trò chơi sẽ dựa nhiều vào kỹ năng và các nhà phát triển đảm bảo rằng mọi phần mở khóa sẽ không mang lại lợi thế cạnh tranh cho người chơi. Trò chơi đã được phát hành lên Steam Early Access vào ngày 1 tháng 2 năm 2018.